# Tarragona Agrícola (revista)
Tarragona Agrícola va ser una revista mensual defensora dels interessos agrícoles. Es va començar a publicar a l'octubre de 1913 i es va tancar aproximadament al 1916.
Aquesta revista publicava notícies d'interès agrícola i només es van publicar cinquanta números. El director i propietari era en Josep Mestres i Miquel però l'administraven Quintana i Torres amb el cos de redacció Josep Valls, F. Ballester i Castelló, Lluís Ballester i Ballester, Salvador Martí Güell, i Lluís Carbó i Pereta.
Tenia 32 pàgines amb un format de 170x240 mm. i la subscripció costava 8 pessetes l'any. L'administració es trobava a la Rambla Sant Joan número 62 i l'impremta que s'utilitzava era Francesc Nel·lo. A la primera pàgina i com a capçalera hi podem veure l'escut de Tarragona.
A la Biblioteca Hemeroteca Municipal de Tarragona (BHMT) es conserva tota la col·lecció.